# Tríada de Menkaure
La Tríada de Menkaure és la més cèlebre de les quatre tríades completes de Menkaure (o Micerí) trobades a Guiza, considerada com un dels conjunts escultòrics més notables de la dinastia IV i del període menfita de l'antic Egipte. Està datada de mitjan tercer mil·lenni aC. Correspon al grup format pel faraó Menkaure, la deessa Hathor i la divinitat del nomós de Cinòpolis. Va ser descoberta l'any 1910 per un equip d'arqueòlegs que estaven excavant la piràmide del faraó Menkaure.
A la banda dreta de Menkaure hi ha la deessa Hathor, amb banyes i amb el disc solar sobre el seu cap, i a la banda esquerra es troba el nomós de Cinòpolis, portant el seu emblema.
Com a característiques generals, totes elles típiques de l'art egipci antic, hi ha el hieratisme, llei de frontalitat i el respecte al cànon. Està feta amb diorita i pissarra i fa 92,5 cm d'alt
Hi ha altres tríades de Micerí 
Galeria d'imatges:
Altres tríades de Menkaure (Micerí):

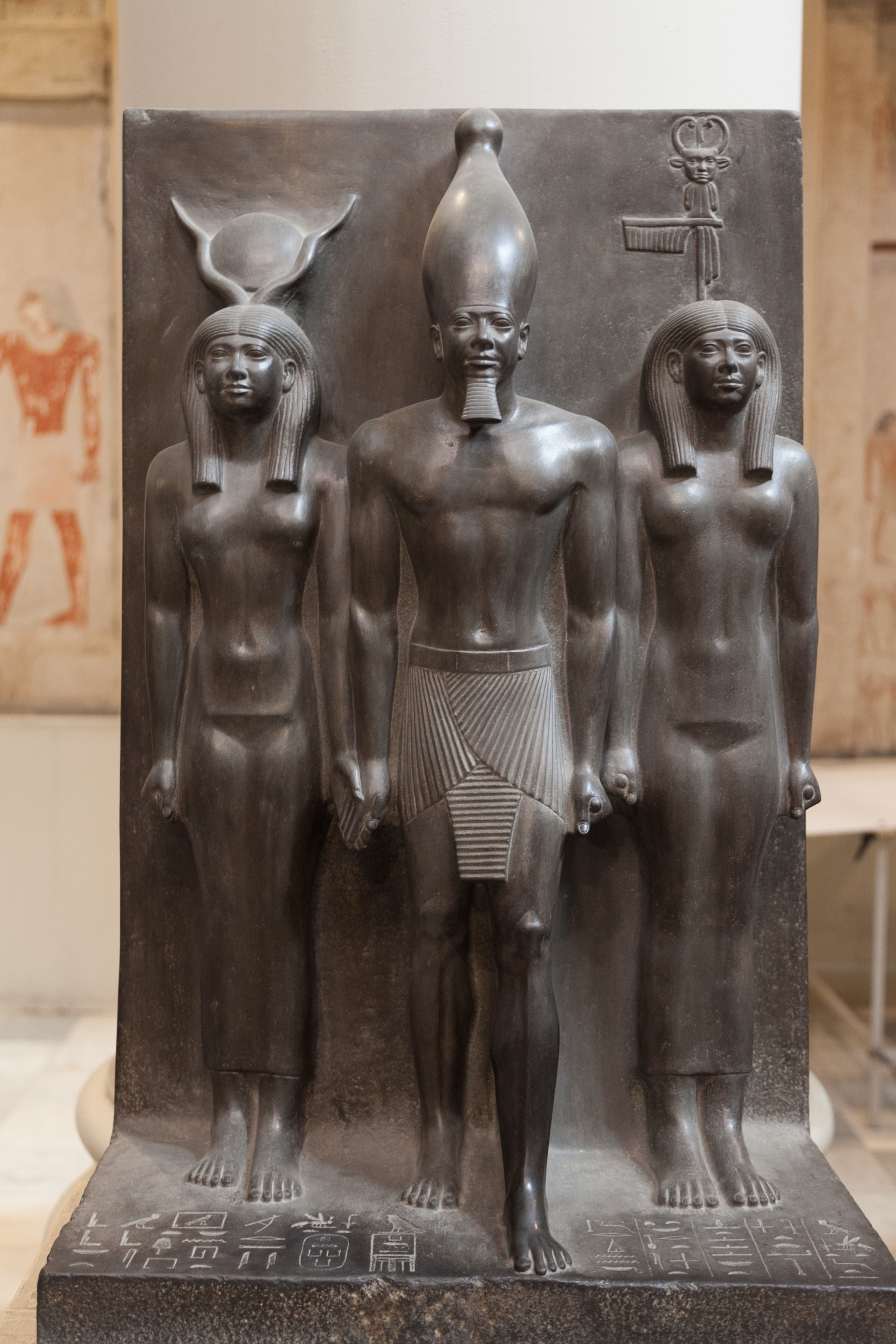
Tríada de Menkaura, del Museu egipci del Caire.
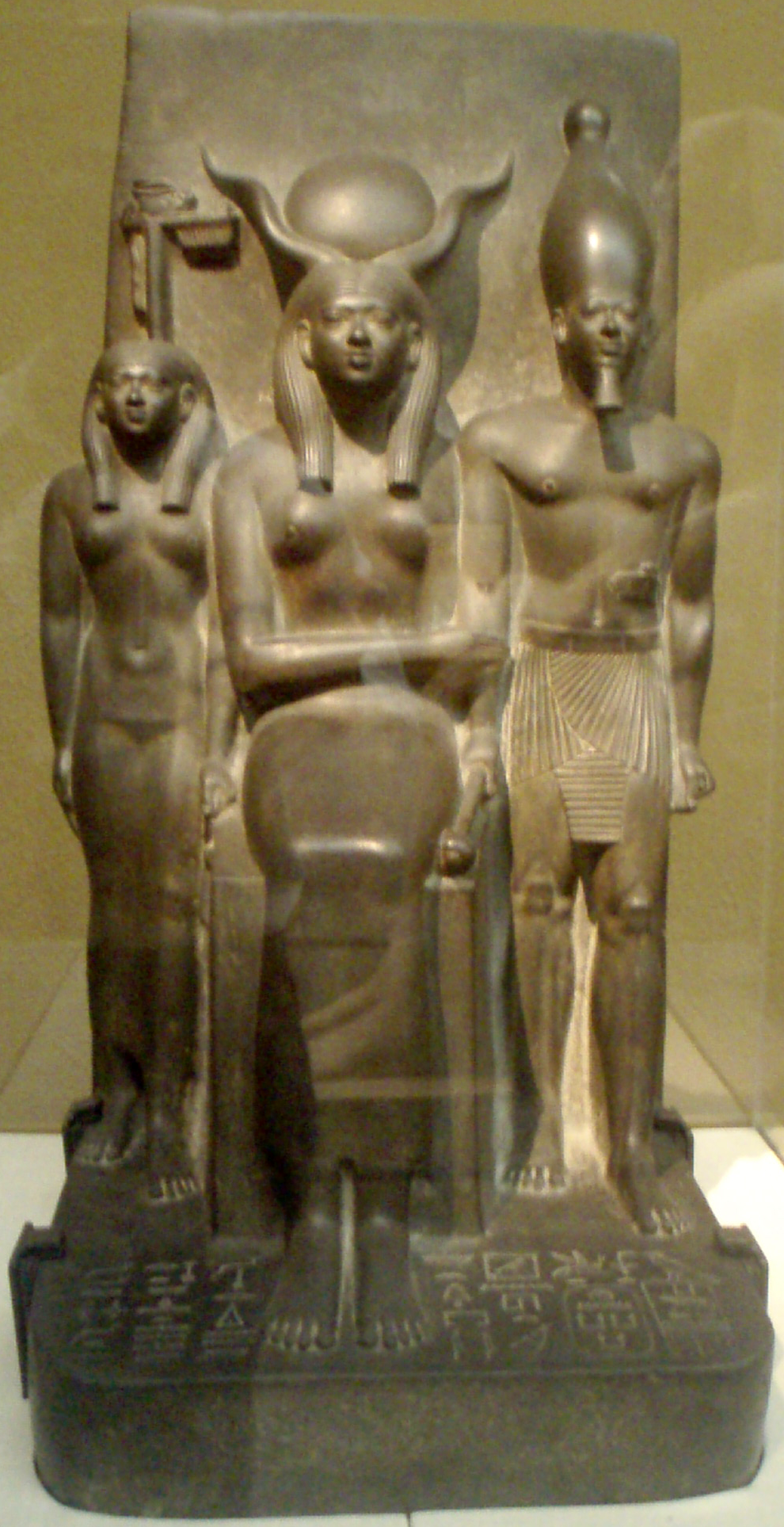
Tríada de Menkaura, del Museu de Boston.
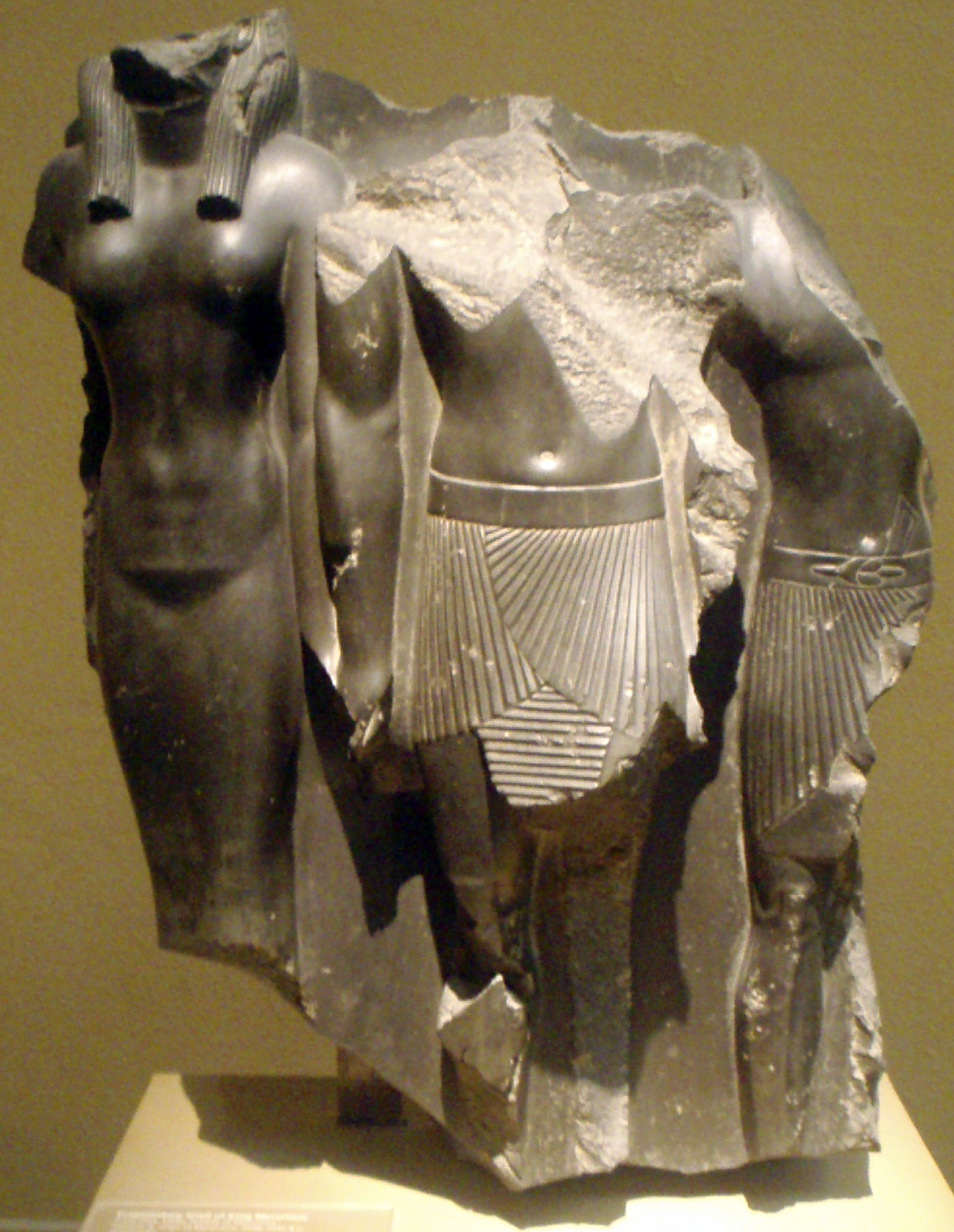
Tríada de Menkaura (fragment), al Museu de Boston.